# Siebe ten Cate

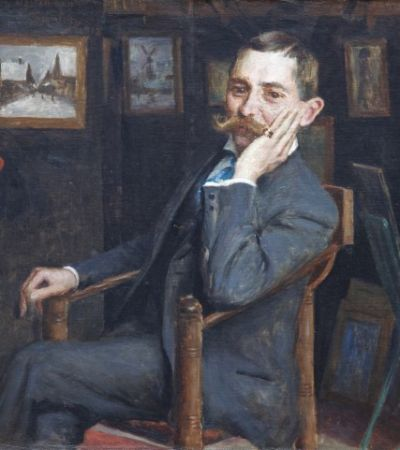
Siebe ten Cate, zelfportret

Siebe Johannes ten Cate (Sneek, 27 februari 1858 – Parijs, 19 december 1908) was een Nederlands (Fries) kunstschilder. Hij woonde en werkte vanaf zijn 22e jaar in Frankrijk en schilderde in de stijl van het impressionisme.

## Leven en werk
Ten Cate was de zoon van Jan ten Cate (1828-1876) en Popkje Tuymelaar. Zijn vader was leerlooier en in de periode 1873-1876 burgemeester van Sneek. Ook grootvader Steven Theunis ten Cate was leerlooier en burgemeester van Sneek (1838-1854).
Ten Cate studeerde aan de Rijksakademie van beeldende kunsten, later ook nog korte tijd in Antwerpen en Brussel, maar reeds op 22-jarige leeftijd vestigde hij zich in Parijs, waar hij een atelier opende. In Parijs werd hij sterk beïnvloed door het impressionisme, dat daar in de jaren 1880 nog steeds hoogtij vierde. Hij maakte er kennis met Vincent van Gogh en raakte bevriend met Kees van Dongen, met wie hij korte tijd een woning deelde op Montmartre. Vincent van Gogh omschreef Ten Cate in een van zijn brieven als een "zeer netjes, geheel in 't zwart laken geklede man", geenszins het prototype van een armzalige kunstenaar.
Hoewel hij Nederland regelmatig bleef bezoeken, zou Ten Cate er niet meer terugkeren. In Frankrijk werd hij als impressionist goed gewaardeerd en exposeerde regelmatig, onder meer op de Salon d'Automne. In Nederland, waar het impressionisme door velen nog als controversieel werd gezien, werd zijn werk minder gewaardeerd en bleef hij relatief onbekend.
Ten Cate maakte regelmatig studiereizen, onder andere naar Engeland, Zweden, Noorwegen, Zwitserland, Noord-Afrika en Noord-Amerika. Hij schilderde vooral landschappen, stad- en havengezichten. Zijn werk ademt een melancholieke, eenzame sfeer met onherkenbare figuren, vaak alleen, in winterse of regenachtige scènes. In stadsgezichten overheerst vaak het grijs waarin slechts enkele felle kleurtoetsen de voorbijgangers accentueren. De meeste werken tonen scènes in Frankrijk, met name Parijs en de haven van Le Havre, maar ook de havens van Dordrecht en Rotterdam waren geliefde onderwerpen. Aan zijn vele reizen herinneren werken met onderwerpen als Algiers, Luzern en Londen. Hij maakte ook etsen en litho's.
Ten Cate overleed in 1908 te Parijs aan congestie, op vijftigjarige leeftijd. Lange tijd bleef hij in eigen land vergeten. Tegenwoordig is zijn werk echter erg gewild bij verzamelaars en brengt het hoge prijzen op tijdens veilingen. Zijn werk maakt deel uit van collecties van grote musea, zoals het Rijksmuseum Amsterdam, het Frans Halsmuseum in Haarlem en het Musée Carnavalet en het Louvre te Parijs. In 2012 vond er een overzichtstentoonstelling plaats in het Fries Scheepvaart Museum.

## Galerie

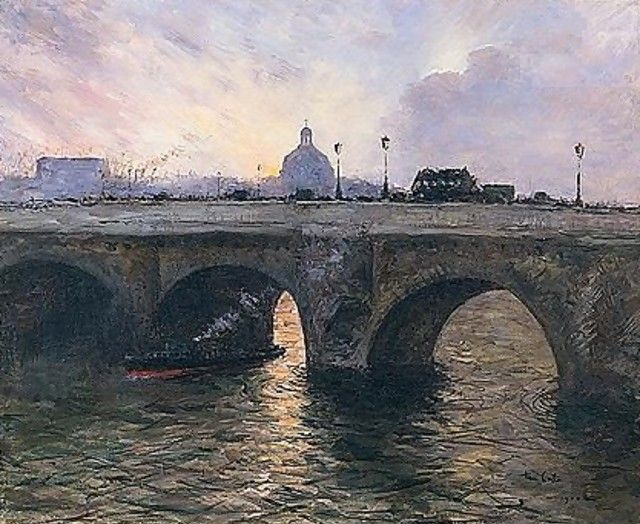
Pont Royal au soleil couchant
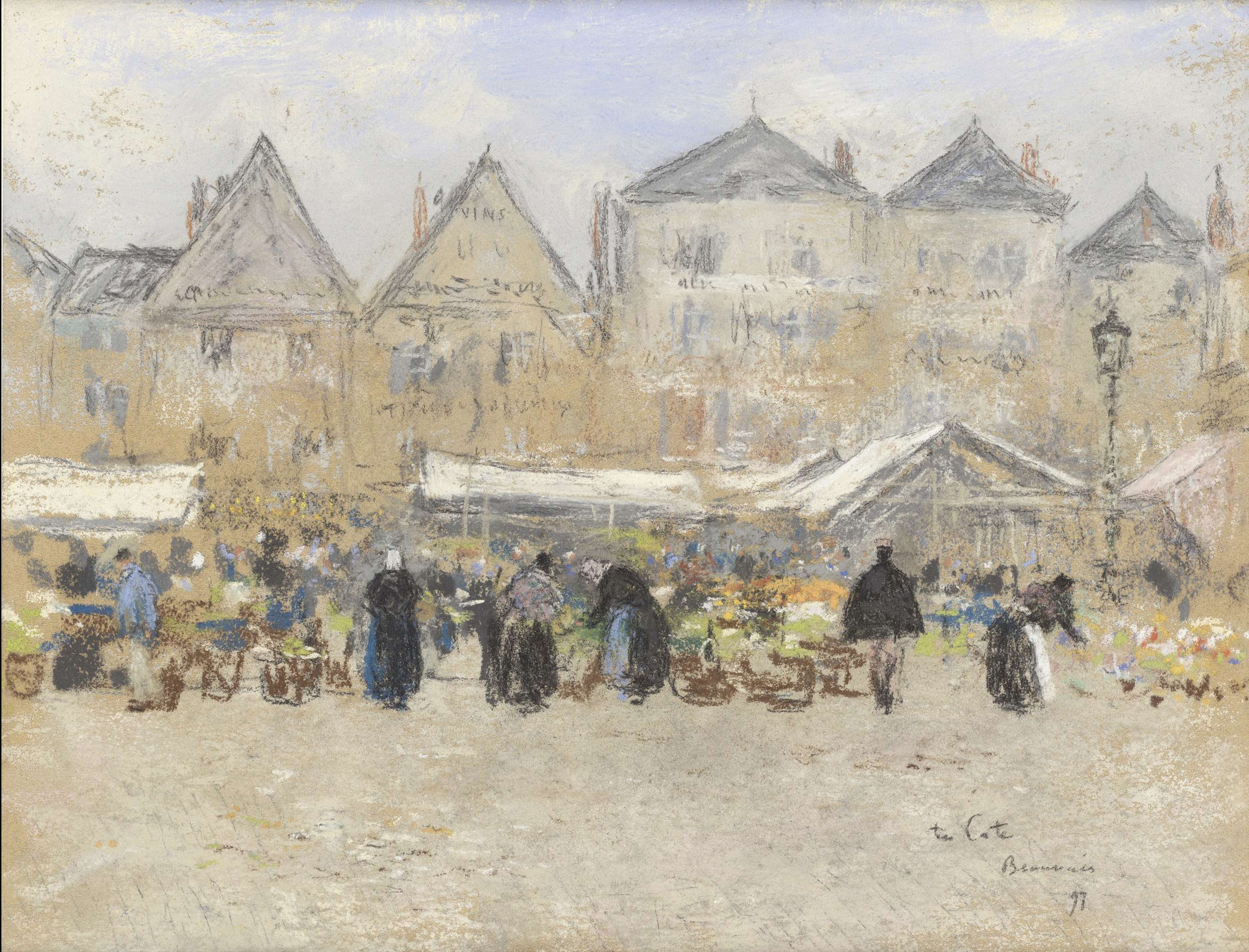
Markt te Beauvais, Rijksmuseum
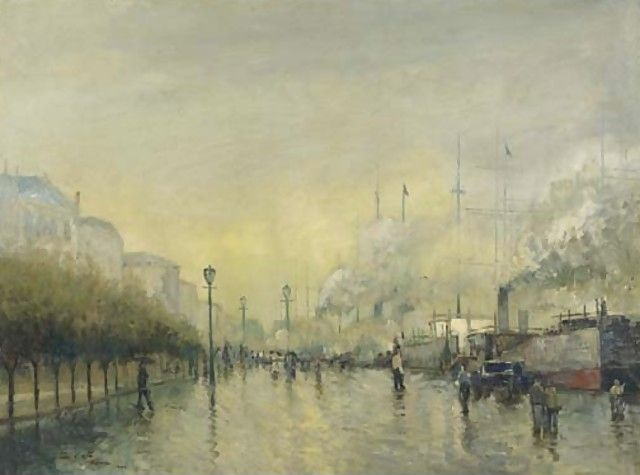
Sur le quay de l'Havre
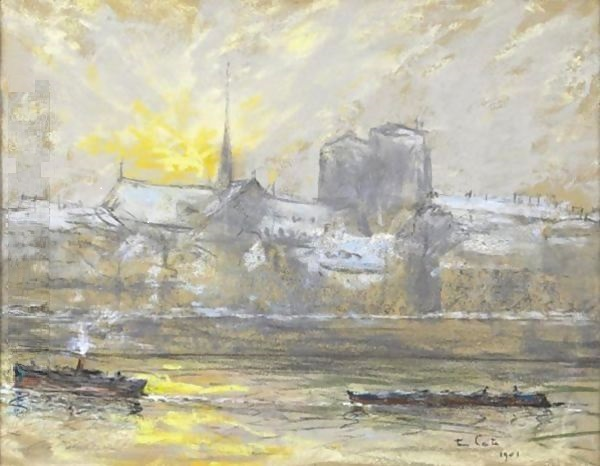
Notre Dame sous la neige
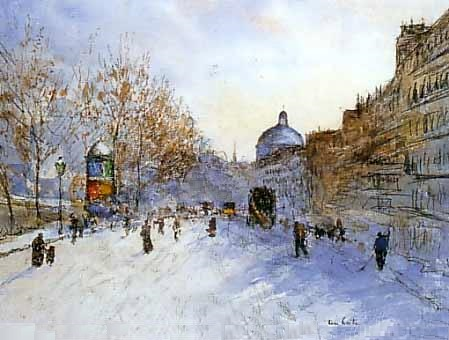
Paris sous la neige
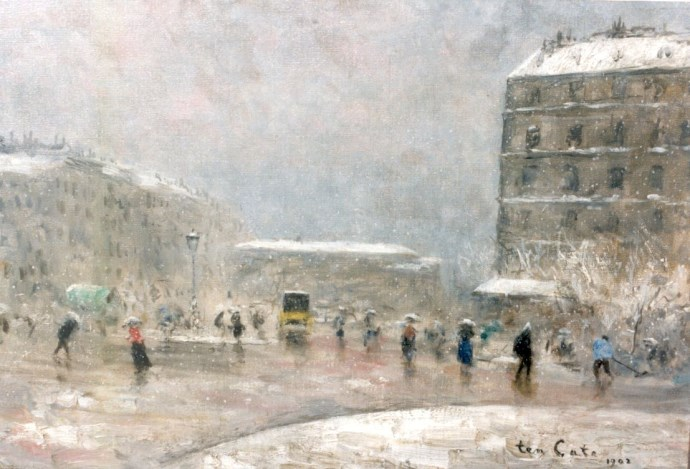
Straatgezicht, Parijs
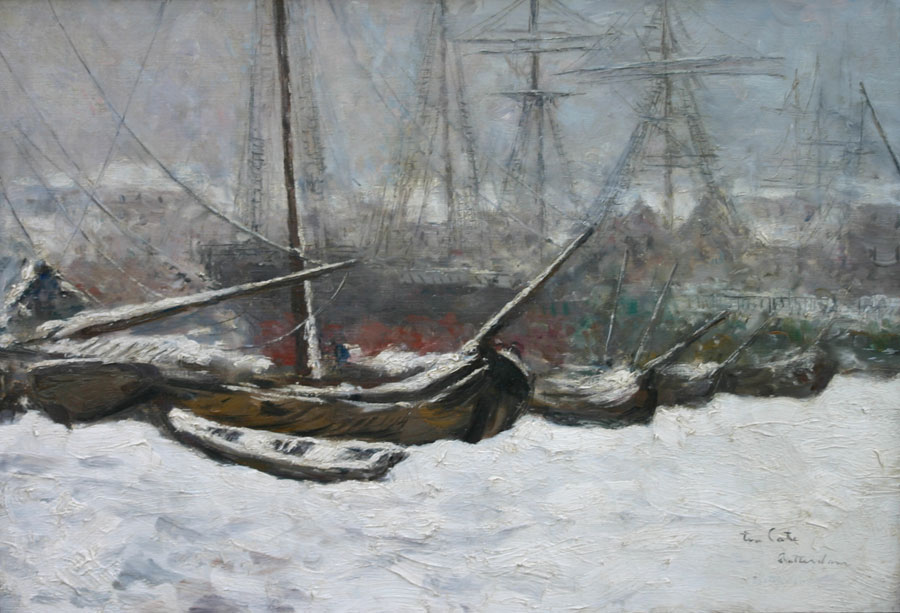
De haven van Rotterdam
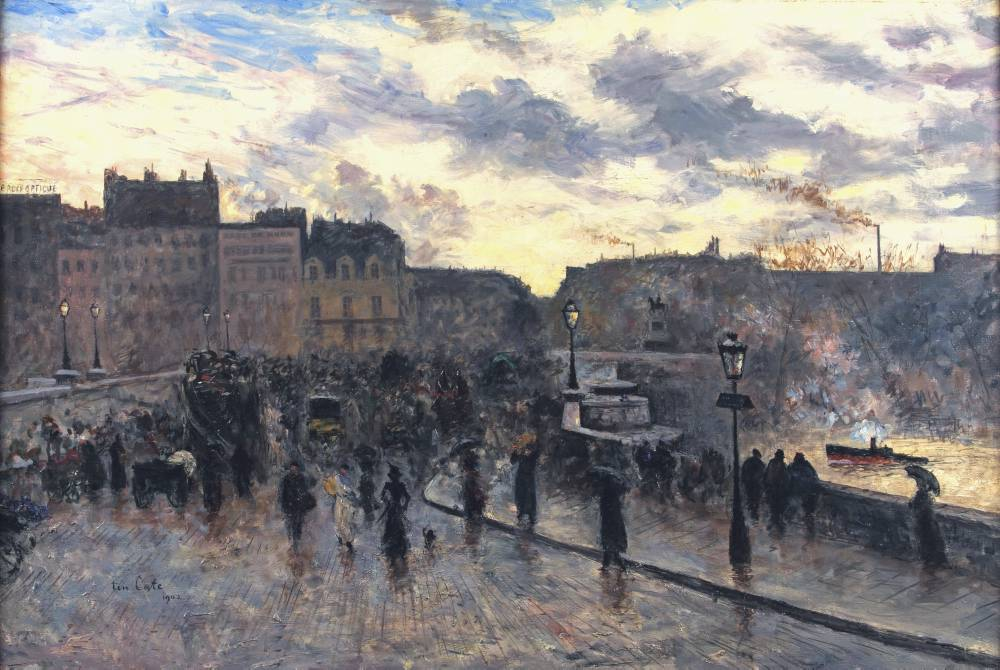
Pont Neuf, Parijs
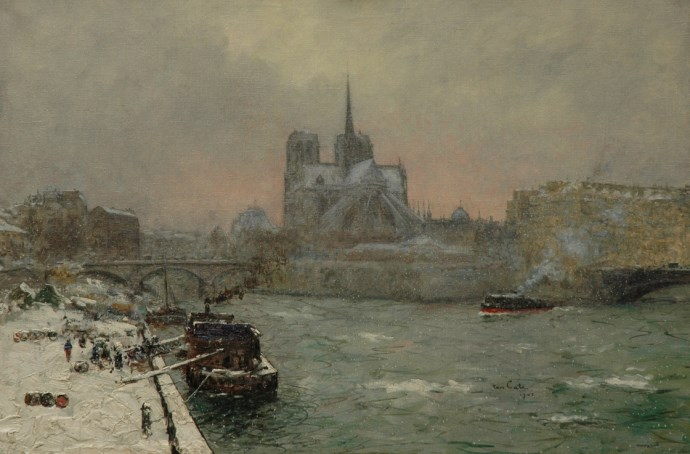
Vrachtschepen in de sneeuw op de Seine
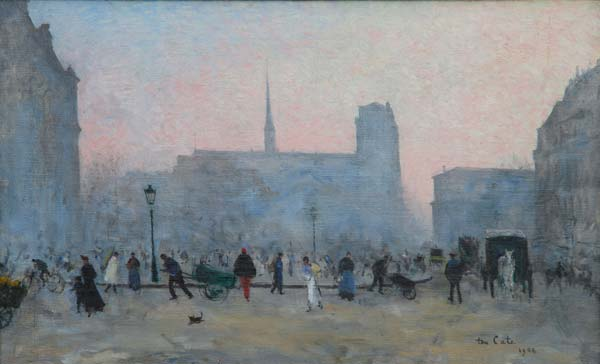
Stadsgezicht met de Notre Dame, Parijs